# Известия Киевского Совета рабочих депутатов
«Изве́стия Ки́евского Сове́та рабо́чих депута́тов» — ежедневная газета, которая издавалась с перерывами в 1917—1919 годах в Киеве; выходила на русском языке.
Первый номер был опубликован 11 (24) марта 1917 года. С ноября 1917 года было изменено название на «Известия Киевского Совета рабочих и солдатских депутатов». 1 марта 1918 года издание было прекращено в связи с вступлением в Киев австро-германских войск и вновь возобновлено 6 февраля 1919 года после свержения Директории. С 13 февраля 1919 года название было вновь изменено на «Известия Исполнительного комитета Киевского Совета рабочих депутатов», с 30 марта 1919 на «Известия Всеукраинского совета рабочих, крестьянских и красноармейских депутатов, Киевского Совета рабочих депутатов». 30 июля 1919 года издание было прекращено в связи с успешным наступлением Деникина на Киев.
В первый период своей деятельности редакция газеты находилась в Мариинском дворце, там е где размещался Киевский Совет. Во второй период редакция работала на улице Фундуклеевской, 19.